# William Langland
William Langland (1332 – 1386) è stato uno scrittore britannico.

## Biografia
Ricevette un'educazione e una formazione culturale nel monastero di Great Malvern, anche se successivamente entrò in contatto con ordini minori.
Durante la sua vita viaggiò continuamente, ebbe problemi economici e ricevette il soprannome di "Long Will" (Will l'Allampanato).
È noto esclusivamente per The Vision of William concerning Piers the Plowman, together with Vita de Do-wel, Do-bet et Do-best, secundum Wit et Resoun (Piero l'Aratore), poema narrativo che iniziò verso il 1360 e portò avanti forse fino alla morte. 
L'opera è costituita da cinquanta manoscritti in tre redazioni differenti: la prima risale al 1370 circa ed è formata da dodici libri e un prologo per un complessivo di 2567 versi; la seconda è del 1379 in diciassette libri e quattro prologhi per 7242 versi; la terza è del 1390 in ventitré libri e 7357 versi.
In passato i critici letterari e gli storici, a causa delle differenti proprietà del linguaggio presenti nelle tre redazioni, propendevano per la paternità di più autori, invece recentemente gli esperti attribuiscono tutta l'opera al Langland.
L'opera risulta di una grande importanza sia letteraria, sia soprattutto storica per la società e per la lingua inglese, ed è intrisa di un forte sentimento di protesta sociale, nei riguardi sia dei privilegi e degli abusi dei ricchi sia dei difetti dei poveri, anche se questi ultimi sono spesso elogiati.
La trama del Piers Plowman è incentrata sui sogni dell'autore e sulle sue visioni, formati da una grande quantità di persone e di personaggi, come la Madonna Ruberia, la Ragione, la Coscienza, il Pentimento, tutti presenti in un vasto paesaggio attorno alla torre della Verità ed il carcere del Male. La gente si dirige verso la Verità contemporaneamente all'apparizione di Piers Plowman, che spinge alla ricerca del Bene, del Meglio e dell'Ottimo, che è rappresentato da Gesù Cristo.
Langland è stato studiato, tra gli altri, dal critico Walter William Skeat.